# 石塚龍麿
石塚 龍麿（いしづか たつまろ、明和元年（1764年） - 文政6年6月13日（1823年7月20日））は、江戸時代後期の国学者。本名は矩慶。通称は安右衛門。歌号は於富耶麻登。家号は槇屋。

## 来歴
旗本大沢家の代官であった石塚司馬右衛門の次男。遠江国敷知郡細田村（現在の静岡県浜松市中央区協和町）生まれ。内山真龍および本居宣長の門下生。

## 業績
龍麿は主に上代語の研究を行った。いずれも宣長の研究を受けたもので、上代文献を一括せず別々に扱っている。
『古言清濁考』では、宣長が『古事記伝』で示した「『古事記』において万葉仮名の清濁は区別されている」ということを出発点に、『古事記』『日本書紀』『万葉集』などの表記を精査し、「複合語において濁音は連続しない」「助詞の後は濁らない」といったことを明らかにした。当時は国語史について原理・法則を考えるということがあまりなかった時代であり、非常に珍しいケースである。
『仮字用格奥能山路』では、同じく宣長が『古事記伝』で示した「上代の仮名には2種の書き分けがある」ということを出発点として、『古事記』『日本書紀』『万葉集』などの表記を精査し、いくつかの音節には表記上の区別があったことを明らかにした。この書は長らく正当に評価されなかったが、後年に橋本進吉によって上代特殊仮名遣いを指摘したものであることが再発見された。
なお、『仮字用格奥能山路』は写本しか伝来しておらず、活字化されたのは1929年に『日本古典全集』シリーズとして刊行された『仮字遣奥山路』が唯一の例であった。同書は橋本進吉の写本に基づいており、正宗敦夫が編纂・校訂を手掛けた。しかし、同書に対しては、本文の脱落、出典の異同、橋本の写本との漢字表記の差異といった、さまざまな問題点が指摘されている。そのため、竹部歩美が、橋本の写本に基づいて改めて一から翻刻する作業を進め、二例目の活字化として完成させた。

## 著書
- 『古言清濁考』
- 『仮字用格奥能山路』
- 『鈴屋大人都日記』

など